# Christengemeinde und Bürgergemeinde
Christengemeinde und Bürgergemeinde ist der Titel einer Schrift von Karl Barth, die sich mit dem Verhältnis von Kirche und Staat befasst.

## Entstehung
Barth hatte im Sommersemester 1946 eine Gastprofessur an der Universität Bonn. Neben seinen universitären Verpflichtungen bereiste er mehrere deutsche Städte und hielt nach eigenen Angaben rund zwanzig Vorträge vor meist großen Auditorien. Dabei handelte es sich inhaltlich aber nur um vier Vorträge, die Barth mehrfach hielt, jeweils frei und nur nach Stichworten bzw. Leitsätzen. Einer davon war Christengemeinde und Bürgergemeinde. Barths Intention bei diesem Vortrag war, das Verhältnis von Kirche und Staat im Sinn der 5. Barmer These und deshalb auch im Sinn der Bekennenden Kirche zu behandeln.
Der Vortrag erschien noch im selben Jahr als Broschüre sowohl in der von Barth selbst herausgegebenen Heftreihe Theologische Studien im Evangelischen Verlag Zürich als auch im deutschen Christian Kaiser Verlag. In den folgenden Jahren erlebte er zahlreiche Nachdrucke.

## Theologische Grundgedanken
In Auseinandersetzung mit der lutherischen Zwei-Reiche-Lehre bemühte sich Barth um eine Neubestimmung des Verhältnisses von Kirche und Staat. Beide verhalten sich ihm  zufolge zueinander wie der innere und der äußere von zwei konzentrischen Kreisen, der gemeinsame Mittelpunkt ist Jesus Christus. „Der Staat ist außerhalb der Kirche, aber nicht außerhalb des Herrschaftskreises Jesu Christi.“ Barth lehnte eine klerikale Bevormundung des Staates ab, hielt aber die „Bürgergemeinde“ für gleichnisfähig und gleichnisbedürftig.
Der nationalsozialistische Staat argumentierte rechtspositivistisch: Recht ist, was dem Volk nützt. In der Nachkriegszeit war der Naturrechtsgedanke attraktiv. Barth meinte, dass sich unter dem Naturrecht Staat und Kirche einander angleichen müssten; es sei dann ein Recht, das beide binde. In der Konsequenz sei das ebenfalls Positivismus. „Denn wer immer die Natur des Menschen am besten zu kennen meine, der setze die Maßstäbe des Rechts.“ Barth plädierte dafür, Recht nicht zu setzen, sondern vorläufig und gleichnishaft zu suchen. 
Das Gemeinte verdeutlichte Barth im zweiten Teil der Schrift durch einige Analogien, die Christofer Frey als rhetorische Figuren verstanden wissen möchte, die Perspektiven andeuten, und nicht als Deduktionen. Diese Auflistung von Analogien wurde vielfach kritisiert. „Kurios wirkte (und wirkt bis heute) der »Schluß« von der Enthüllung des wahren Gottes auf die Absage an die Geheimdiplomatie.“
Beispiele:
- Weil Gott Mensch wurde (Inkarnation), bewerten Christen im politischen Raum das Recht des Menschen höher als das Recht der Sachen;
- Weil Gott sich nach unten orientierte, engagieren sich Christen für soziale Gerechtigkeit;
- Aus der biblischen Formel „ein Herr, ein Glaube, eine Taufe“ leitet sich für Barth ab, dass Christen nach der Gleichheit suchen.[3]

Das betrifft zunächst die Christengemeinde selbst. In ihrer eigenen Gestalt (Kirchenordnung) sollte sie diese Perspektiven vorbildlich verwirklichen.

## Textausgaben
- Christengemeinde und Bürgergemeinde, Zürich 1946.
- Rechtfertigung und Recht / Christengemeinde und Bürgergemeinde. (=Theologische Studien. Band 104) 3. Auflage. Zürich 1984.